# المان (آیووا)
المان (به انگلیسی: Alleman) شهری در ایالت آیووا کشور ایالات متحده آمریکا است که جمعیت آن در سرشماری سال ۲۰۱۰ میلادی، ۴۳۲ نفر بوده‌است.